# Пролы
Про́лы (англ. Proles) — это термин, который использует Джордж Оруэлл в своём романе-антиутопии «1984» для обозначения беспартийного пролетариата тоталитарной Океании. Само слово заимствовано из романа Джека Лондона «Железная Пята». Рабочий класс составляет около 85 % населения Океании. Пролы находятся за чертой бедности, используются для тяжёлого физического труда, не имеют должного образования и презираются другими социальными классами. Тем не менее они не обязаны придерживаться жестокой пуританской морали, которой придерживаются члены партии.

## Отношение партии к пролам
Партия учит: «Пролы по своей природе низшие существа». Партии главное, чтобы пролы трудились и размножались, а чем они заняты — неважно. Лозунг партии гласит: «Пролы и животные свободны». В художественном мире «1984» это является серьёзным преимуществом перед другими социальными классами. В то время как сексуальная, семейная, мыслительная деятельность других классов контролируется партией, пролы предоставлены сами себе. В их домах не стоят телекраны, им разрешено свободно передвигаться по стране, они имеют право на свободную сексуальную жизнь, могут пользоваться некоторыми товарами, которые запрещены для членов партии (например, косметикой). В районе пролов царствует свободная рыночная экономика, тогда как в районах партийцев экономика монополизирована государством. Некоторые дефицитные вещи можно достать только в районе пролов (например, бритвенные лезвия). Впрочем, зачастую и пролы становятся жертвами полиции мыслей — наиболее опасных уничтожают.

## Работа, преступность и досуг
Пролы используются для физически тяжёлой работы — они работают на заводах, в шахтах. Те пролы, которым не по душе честная жизнь, подаются в преступность, что фактически невозможно для члена партии. В Океании фактически существует преступное государство, состоящее из воров, бандитов, вымогателей, проституток, но так как преступный мир действует исключительно в среде пролов, он не является проблемой и государство с ним не борется. В лагерях радости (концлагерях) пролы являются элитой, тогда как всю грязную работу делают заключённые партийцы. Оруэлл пишет: 
«Они рождаются, растут в грязи, в двенадцать лет начинают работать, переживают короткий период физического расцвета и сексуальности, в двадцать лет женятся, в тридцать уже немолоды, к шестидесяти обычно умирают. Тяжёлый физический труд, заботы о доме и детях, мелкие свары с соседями, кино, футбол, пиво и, главное, азартные игры — вот и всё, что вмещается в их кругозор. Управлять ими несложно. Среди них всегда вращаются агенты полиции мыслей — выявляют и устраняют тех, кто мог бы стать опасным; но приобщить их к партийной идеологии не стремятся. Считается нежелательным, чтобы пролы испытывали большой интерес к политике. От них требуется лишь примитивный патриотизм — чтобы взывать к нему, когда идёт речь об удлинении рабочего дня или о сокращении пайков. А если и овладевает ими недовольство — такое тоже бывало, — это недовольство ни к чему не ведёт, ибо из-за отсутствия общих идей обращено оно только против мелких конкретных неприятностей».

## Пролы как последняя надежда
Одним из мотивов романа является то, что если бы пролы организовались, то они смогли бы устроить переворот и построить лучший мир. Главный герой Уинстон Смит пишет в своём дневнике: «Если есть надежда, то она в пролах». К такому же заключению якобы приходит и вымышленный «партией» раздражитель-революционер Эммануэль Голдстейн (на самом деле в обществах трёх стран, между которыми разделен весь мир, нет реальной оппозиционной силы). Тем не менее О’Брайен разуверяет Уинстона в том, что пролы когда-либо поднимутся на восстание — по его мнению, они слишком глупы и недоразвиты для этого; кроме того, партия всё контролирует, и потенциально опасных пролов уничтожают.